# Sprimont

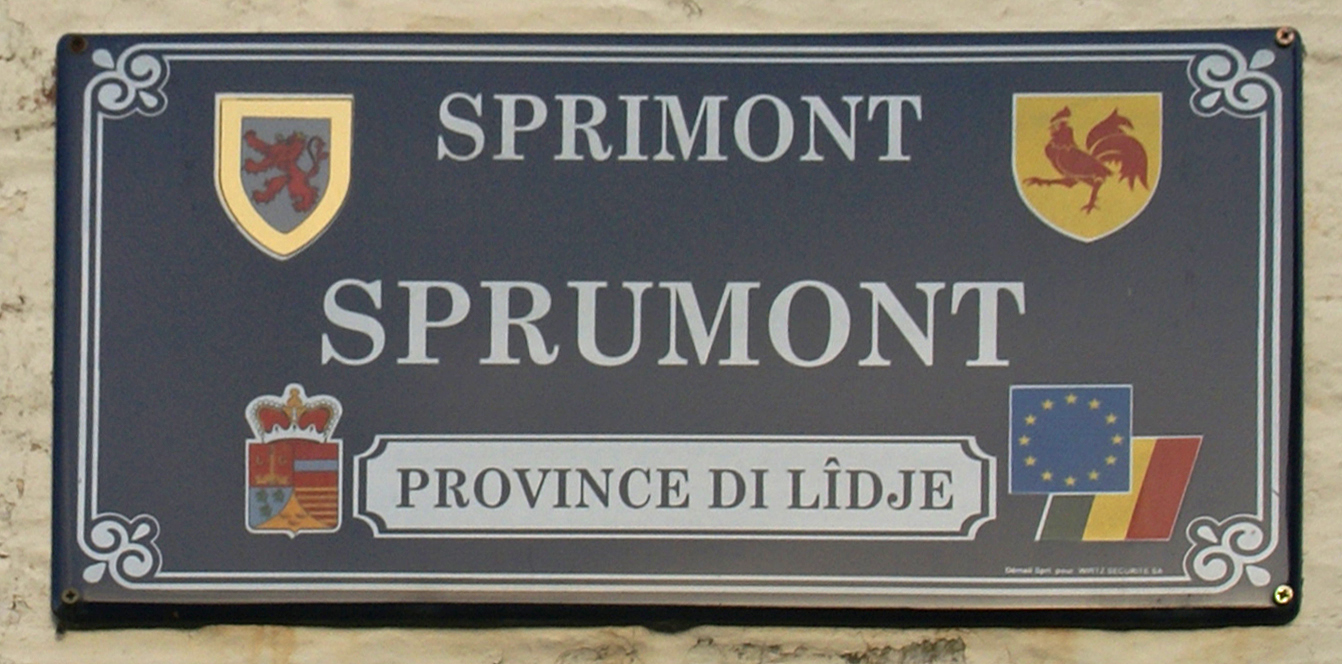
Placa bilingüe a la casa de la vila

Sprimont (en való Sprumont) és un municipi de l'est de la província de Lieja, a la Bèlgica valona. L'1 de gener de 2007 el municipi tenia 14.303 habitants. Està regada pels rius Vesdre, Ourthe, Amel i Hoëgne.

## Història

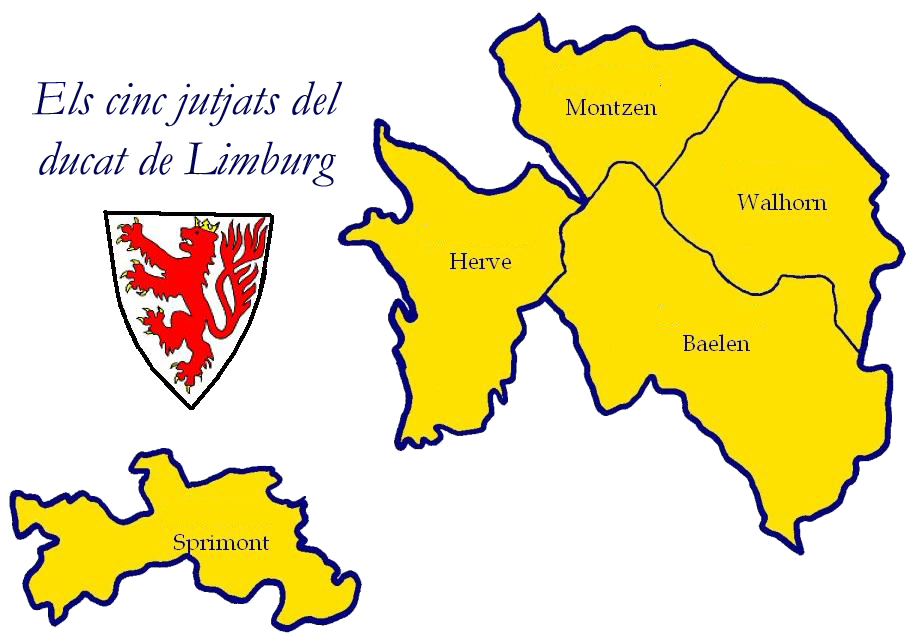
Els cinc jutjats de Limburg

Al lloc dit de Belle-Roche, es troba una cova on van trobar-se fòssils humans que tenen més de 500.000 anys i artefactes en sílex, proves d'una presència humana des de molts de segles.
A l'edat mitjana fins a la revolució francesa, Sprimont era la seu d'un dels cinc jutjats del ducat de Limburg, enclavat al principat de Lieja.
La batalla de Sprimont, el 18 de setembre de 1794 va oposar les tropes revolucionàries a les tropes d'Àustria. La victòria francesa va conduir a l'annexió del territori a la república francesa i la incorporació al nou departament de l'Ourte.

## Economia

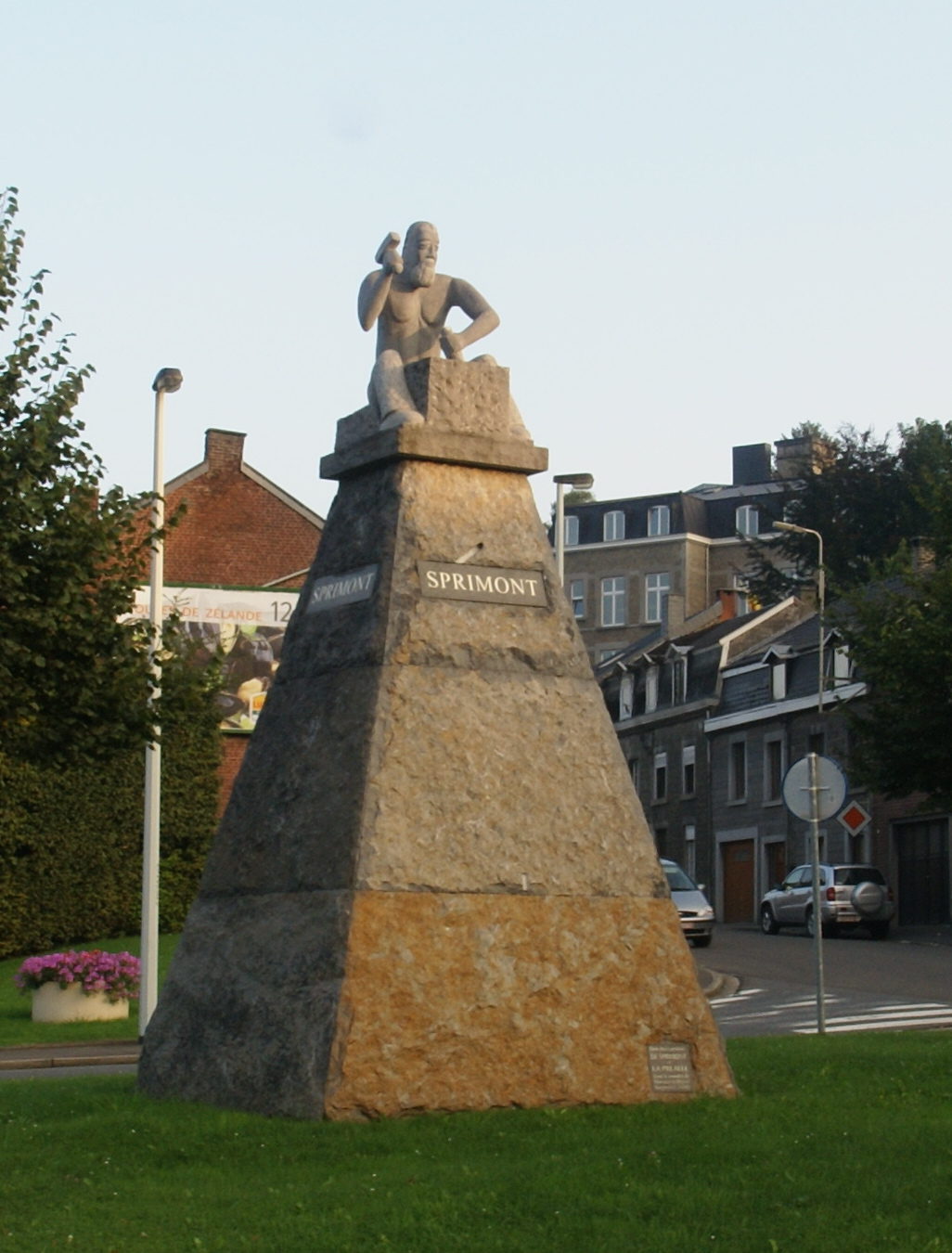
Monument als picapedrers de Sprimont

L'extracció de pedra calcària, anomenada pierre bleue (pedra blava), és la indústria tradicional del poble. Des de fa una vintena d'anys, s'ha desenvolupat un polígon industrial a la sortida núm. 45 de l'autopista E25 al lloc dit Damré Arxivat 2006-07-20 a Wayback Machine., ons'han establert unes cinc empreses. Estan especialitzades en la transformació de vidre, la fabricació de màquines, la construcció d'instal·lacions de purificació d'aigua i la informàtica. La societat per al desenvolupament industrial provincial SPI+ hi administra un edifici amb petites unitats per a pimes que comencen la seva activitat i que comparteixen certs serveis comuns.

## Nuclis
- Sprimont
- Dolembreux
- Gomzé-Andoumont
- Rouvreux
- Louveigné

### Llocs dits
- Damré
- Florzé
- Lincé
- Ogné
- Presseux

## Llocs d'interès

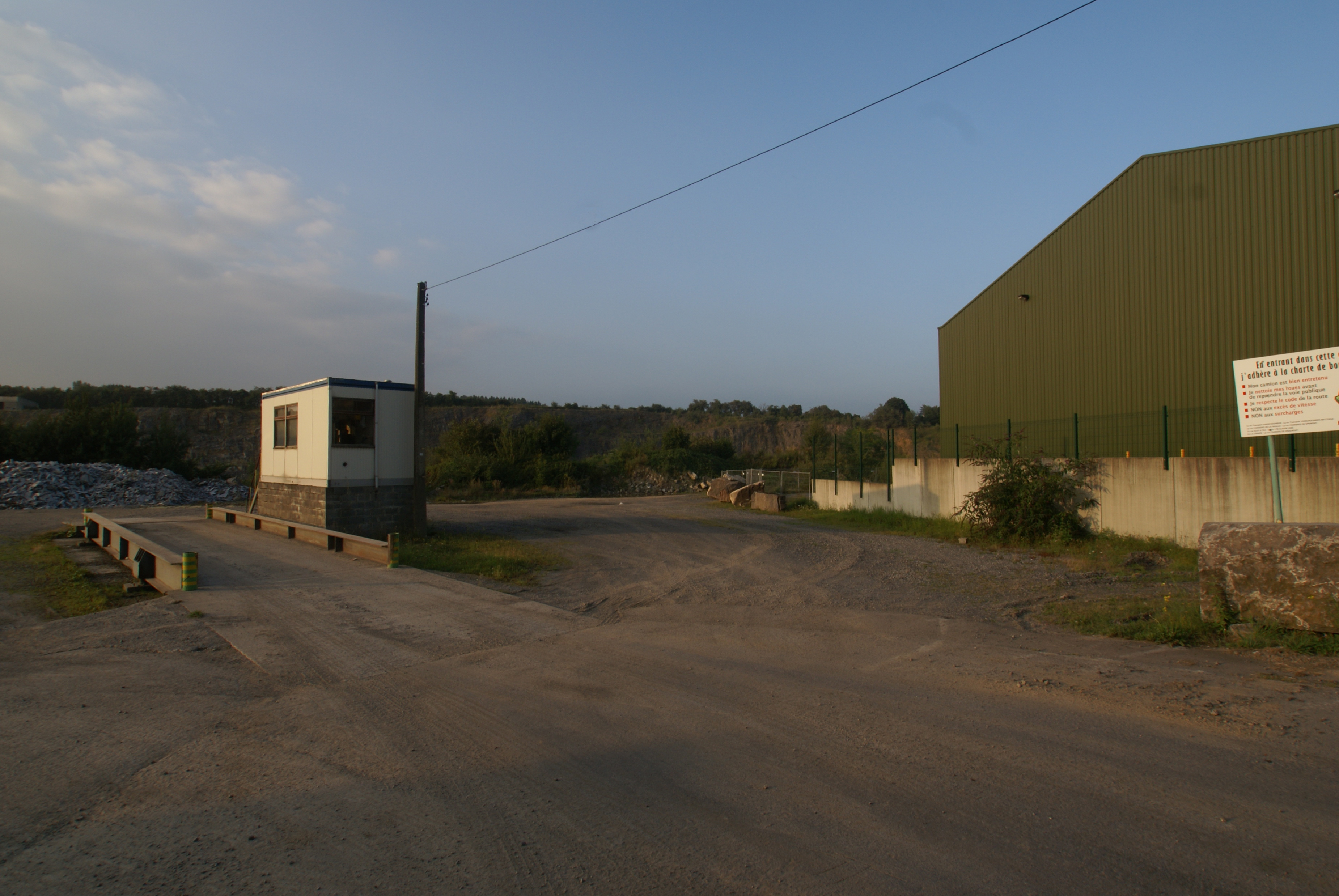
Entrada de les pedreres

- El Musée de la pierre (en francès) (museu de la pedra)
- El Chemin de fer de Sprimont, museu d'arqueologia industrial de les mines i de les pedreres
- Banneux Arxivat 2014-10-06 a Wayback Machine.: centre de culte catòlic de la Mare de Déu